# Maxim Chudjakow
Maxim Sergejewitsch Chudjakow (* 18. August 1986 in Ust-Kamenogorsk, Kasachischen SSR) ist ein kasachischer Eishockeyspieler, der seit Juni 2017 bei Beibarys Atyrau unter Vertrag steht. Sein Bruder Sergei ist ebenfalls kasachischer Eishockeynationalspieler.

## Karriere

### National
Maxim Chudjakow begann seine Karriere als Eishockeyspieler in Russland, wo er von 2002 bis 2004 für die zweiten Mannschaften der Proficlubs HK Metallurg Magnitogorsk und HK Sibir Nowosibirsk in der drittklassigen Perwaja Liga aktiv war. Anschließend kehrte der Angreifer nach Kasachstan zurück und spielte in der Saison 2004/05 für Barys Astana parallel in der Kasachischen Meisterschaft sowie der russischen Perwaja Liga. In der folgenden Spielzeit lief er für Kasachmys Karaganda und Gornjak Rudny in der kasachischen Meisterschaft auf. Für Gornjak Rudny spielte er zudem drei Mal in der Perwaja Liga. 
Die Saison 2006/07 begann Chudjakow beim russischen Klub Metallurg Serow in der Wysschaja Liga, der zweiten russischen Spielklasse, verließ diesen jedoch nach nur 17 Spielen und stand drei Jahre lang bis 2009 beim HK Sary-Arka Karaganda in der Perwaja Liga, Wysschaja Liga und kasachischen Meisterschaft auf dem Eis. Vor der Saison 2010/11 wurde der Rechtsschütze von seinem Ex-Club Barys Astana verpflichtet, für den er in den folgenden zwei Spieljahren in der Kontinentalen Hockey-Liga zum Einsatz kam. Danach kehrte er im Mai 2012 zum HK Sary-Arka Karaganda zurück und wechselte 2013 zum HK Rjasan in die Wysschaja Hockey-Liga.
Seit Januar 2014 stand Chudjakow beim HK Ertis Pawlodar in der Kasachischen Meisterschaft unter Vertrag und gewann mit diesem den Meistertitel 2014 und 2015. 2015 kehrte er zu Barys Astana zurück, wo er einen neuen Anlauf in der Kontinentalen Hockey-Liga unternimmt.

### International
Für Kasachstan nahm Chudjakow im Juniorenbereich an den U20-Junioren-Weltmeisterschaften der Division I 2005 und 2006 teil. Im Seniorenbereich stand er im Aufgebot seines Landes bei den Weltmeisterschaften der Division I 2011 und 2015. Bei der Weltmeisterschaft 2016 spielte er erstmals in der Top-Division, konnte sich mit den Kasachen dort aber nicht halten. Zudem vertrat er seine Farben bei den Winter-Asienspielen, wo er mit der kasachischen Auswahl die Goldmedaille gewann und bei der Olympiaqualifikation für die Winterspiele in Pyeongchang 2018.

## Erfolge und Auszeichnungen
- 2011 Goldmedaille bei den Winter-Asienspielen
- 2011 Aufstieg in die Top-Division bei der Weltmeisterschaft der Division I, Gruppe B
- 2014 Kasachischer Meister mit dem HK Ertis Pawlodar
- 2015 Kasachischer Meister mit dem HK Ertis Pawlodar
- 2015 Aufstieg in die Top-Division bei der Weltmeisterschaft der Division I, Gruppe A

## Statistik
(Stand: Ende der Saison 2015/16)